# Noche de verano
Noche de verano és una pel·lícula dramàtica espanyola en blanc i negre del 1962 dirigida per Jordi Grau i Solà en el que fou la seva pel·lícula de debut, i protagonitzada per Francisco Rabal i María Cuadra, amb influències del cinema italià. Fou durament atacada per la censura.

## Sinopsi
Barcelona, mitjans dels anys 1960. Miguel demana Rosa que l'acompanyi a la revetlla de Sant Joan a la sala de ball Venus Esport, però aquesta el rebutja i li ho demana a Alicia. Alhora, Bernardo, que està casat amb Carmen, festeja Inés, casada amb el seu amic Alberto.
A la revetlla de Sant Joan de l'any següent, els conflictes plantejats l'any anterior conclouen, llevat un intent de Bernardo de lligar amb Rosa, que no acaba bé.

## Repartiment
- Umberto Orsini - Miguel
- Marisa Solinas - Alicia
- Rosalba Neri - Rosa
- Francisco Rabal - Bernardo
- María Cuadra- Inés
- Lydia Alfonsi - Carmen
- Gian Maria Volontè - Alberto

## Producció
Feta amb evidents influències de Federico Fellini i Michelangelo Antonioni, va patir un tall de gairebé 15 minuts per la censura cinematogràfica. Fins 2020 no es va estrenar en la seva versió sense tallar per la plataforma digital FlixOlé. Fou estrenada a la VI edició del Festival Internacional de Cinema de Mar del Plata el 21 de març de 1963,

## Crítiques
| «                   | Cal reconèixer en ºnoche de verano l'obra més madura i interessant del nou cinema espanyol; no es tracta d'un intent tímid sinó d'un pas decidit i ferm. Crec que molt poques vegades s'haurà plantejat al nostre país un film amb tan elevades ambicions com aquest | » |
| — José Luis Guarner | |   |

## Premis
Fou estrenada en la 6a edició del Festival Internacional de Cinema de Mar del Plata del 1963, on va obtenir una menció especial. El mateix any va participar en la 8a edició de la Setmana Internacional de Cinema Religiós i de Valors Humans de Valladolid, en la que va guanyar el premi especial del jurat.